# Bacillus stearothermophilus
Bacillus stearothermophilus (o Geobacillus stearothermophilus) è un batterio a bastoncello, Gram-positivo, membro del phylum Firmicutes. Questo batterio è termofilo, in quanto ha la capacità di riprodursi a temperature di circa 57 °C. Esso è ampiamente distribuito nei suoli, nelle sorgenti di acqua calda, nei sedimenti oceanici ed è una causa della decomposizione dei prodotti alimentari.
È comunemente utilizzato come organismo campione per gli studi di validazione della sterilizzazione e per le verifiche periodiche dei cicli di sterilizzazione. L'indicatore biologico è costituito da spore dell'organismo su carta da filtro in una fiala.  Dopo la sterilizzazione il campione è sigillato, rompendo un'ampolla di mezzo di coltura posta all'interno, e la fiala viene incubata. Un cambiamento di colore o di torbidità indica il risultato del processo di sterilizzazione: se non ci sono cambiamenti, sono state raggiunte condizioni di sterilità, altrimenti la crescita delle spore indica che il processo di sterilizzazione non è avvenuto correttamente.